# Daşkəsən
Daşkəsən (ryska: Дашкесан) är en distriktshuvudort i Azerbajdzjan.   Den ligger i distriktet Dashkasan Rayon, i den västra delen av landet, 300 km väster om huvudstaden Baku. Daşkəsən ligger 1 601 meter över havet och antalet invånare är 9 900.
Terrängen runt Daşkəsən är lite bergig. Daşkəsən är det största samhället i trakten.